# Josh Pais
Josh Pais (New York, 21 juni 1958) is een Amerikaans acteur, filmregisseur, scenarioschrijver en cameraman.

## Biografie
Pais is een zoon van vader Abraham Pais. 
Pais begon in 1988 met acteren in de televisieserie The Cosby Show. Hierna heeft hij nog meerdere rollen gespeeld in televisieseries en films zoals Jacknife (1989), Rounders (1998), Scream 3 (2000), Law & Order: Special Victims Unit (2000-2001), Phone Booth (2002), Little Manhattan (2005), Find Me Guilty (2006), Teeth (2007) en Law & Order (1990-2009).
Pais is ook actief als filmregisseur, scenarioschrijver en cameraman, in 2003 heeft hij in deze functies de documentaire 7th Street gemaakt.
Pais is in 1990 getrouwd met Lisa Emery en ze hebben een zoon. Later zijn zij gescheiden en Pais is nu getrouwd met Marie Forleo.

## Filmografie

### Films
Selectie:
- 2019 Joker - als Hoyt Vaughn
- 2019 Motherless Brooklyn - als William Lieberman
- 2015 I Saw the Light - als Dore Schary
- 2012 Arbitrage – als John Aimes
- 2008 Synecdoche, New York – als oogarts
- 2008 Assassination of a High School President – als Padre Newell
- 2007 Year of the Dog – als Robin
- 2007 Teeth – als dr. Godfrey
- 2006 Find Me Guilty – als Harry Bellman
- 2005 Little Manhattan – als Ronny
- 2002 Phone Booth – als Mario
- 2000 Scream 3 – als Wallace
- 1999 Music of the Heart – als Dennis Rausch
- 1998 Rounders – als Weitz
- 1990 Teenage Mutant Ninja Turtles – als Raphael
- 1989 Jacknife – als Rick

### Televisieseries
Uitgezonderd eenmalige gastrollen.
- 2024 A Man in Full - als Herb Richman - 5 afl.
- 2023 Paul T. Goldman - als Ryan Sinclair - 2 afl.
- 2022 The Dropout - als Wade Miquelon - 2 afl.
- 2019 Mrs. Fletcher - als Barry - 5 afl.
- 2013 - 2019 Ray Donovan - als Stu Feldman - 9 afl.
- 2018 Maniac - als Andy - 3 afl.
- 2015 - 2016 Younger - als Todd Heller - 4 afl.
- 2013 - 2016 Law & Order: Special Victims Unit - als Hank Abraham - 7 afl.
- 2015 Sex&Drugs&Rock&Roll - als Ira Feinbaum - 8 afl.
- 2010 Outlaw – als Doc Levin – 2 afl.
- 2009 Michael & Michael Have Issues. – als Jim Biederman – 7 afl.
- 1990 – 2009 Law & Order – als Borak – 16 afl.
- 2007 The Bronx Is Burning – als Phil Pepe – 3 afl.
- 2000 – 2001 Law & Order: Special Victims Unit – als Robert Sorenson – 3 afl.
- 1997 – 1998 star Trek: Deep Space Nine – als Gaila – 2 afl.

- Biblioteca Nacional de España: XX4789103
- Bibliothèque nationale de France: cb159130757 (data)
- Gemeinsame Normdatei: 1012126765
- International Standard Name Identifier: 0000 0001 1931 8746
- Library of Congress Control Number: no2006026160
- Virtual International Authority File: 2215651
- WorldCat: E39PBJp9pGXr89JJwH97C7kRrq